# Encyklopedia Polski
Encyklopedia Polski (Encyclopédie polonaise) est une encyclopédie en polonais en un volume sur l'histoire et la culture polonaise.

## Présentation
Publiée en 1996 par Wydawnictwo Ryszard Kluszczyński à Cracovie, composée de 808 pages et mesurant 27,5 × 19,20 cm, elle est illustrée par des photographies en couleur et des reproductions.
La centaine d'auteurs sont affiliés à quelques-unes des plus grandes institutions académiques et scientifiques de Pologne.
Tadeusz Chrzanowski, dans son avant-propos, note qu'il n'y a rien de comparable à l'Encyklopedia Polski... parmi les publications anciennes ou nouvelles... Une attraction supplémentaire est sa belle typographie et son excellent choix d'illustrations : près de 600 en couleur et une centaine en noir et blanc. Les 6 000 articles ont été rédigés par 100 auteurs de renom issus d'établissements d'enseignement supérieur de Cracovie... ainsi que d'autres institutions vouées à l'histoire et à la culture, comme le Musée national de Pologne.